# Samuel Augustus Merritt

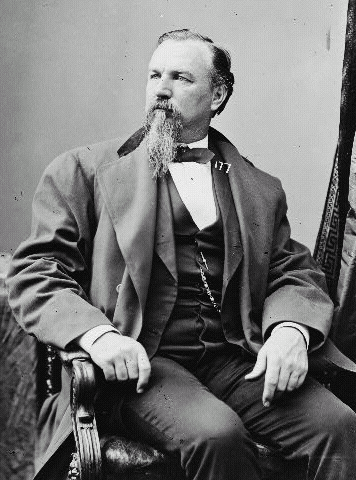
Samuel Augustus Merritt

Samuel Augustus Merritt (* 15. August 1827 in Staunton, Virginia; † 8. September 1910 in Salt Lake City, Utah) war ein US-amerikanischer Politiker. Zwischen 1871 und 1873 vertrat er das Idaho-Territorium als Delegierter im US-Repräsentantenhaus.

## Frühe Jahre und Aufstieg
Samuel Merritt besuchte die Staunton Military Academy und danach bis 1848 das Washington College, aus dem dann die Washington and Lee University hervorging. Im Jahr 1849 zog er in das Mariposa County in Kalifornien. Dort erhielt er eine Anstellung bei der Kreisverwaltung. Merritt wurde Mitglied der Demokratischen Partei. Von 1851 bis 1852 war er Abgeordneter im Repräsentantenhaus von Kalifornien. Nach einem Jurastudium und seiner 1852 erfolgten Zulassung als Rechtsanwalt begann er in diesem Beruf zu praktizieren. Von 1857 bis 1862 war er Mitglied des Senats von Kalifornien.

## Kongressdelegierter und weiterer Lebenslauf
1862 zog Merritt in das Idaho-Territorium. Bei den Kongresswahlen des Jahres 1870 wurde er zum Delegierten im US-Repräsentantenhaus gewählt, wo er am 4. März 1871 Jacob K. Shafer ablöste. Da er bei den folgenden Wahlen im Jahr 1872 nicht bestätigt wurde, konnte er bis zum 3. März 1873 nur eine Legislaturperiode im Kongress absolvieren.
Nach seinem Ausscheiden aus dem Kongress zog Samuel Merritt nach Salt Lake City. Dort war er als Rechtsanwalt tätig. Er engagierte sich aber auch im Bergbau. Von 1888 bis 1890 war er der Anwalt der Stadt Salt Lake City. Im Jahr 1892 gehörte Merritt dem Democratic National Committee an; zwischen 1894 und 1896 war er als Chief Justice vorsitzender Richter des Obersten Gerichtshofes des Utah-Territoriums.